# 恩济河
5°57′03″N 4°49′57″W / 5.9507°N 4.8326°W
恩济河（N'Zi）是科特迪瓦中部的一条河流，发源于萨瓦纳区费尔凯塞杜古以东。该河由北向南流，在蒂亚萨莱以北数公里处汇入邦达马河，全长725公里。在流经丁博克罗处有一座铁路高架桥跨越该河两岸，称为丁博克罗高架桥，2016年9月6日曾经倒塌。 科特迪瓦的恩济大区及曾经的恩济-科莫埃区得名于该河。